# Nikolai Davidenko
Nikolai Vladímirovitx Davidenko (en rus: Николай Владимирович Давыденко) és un jugador professional de tennis rus nascut el 2 de juny de 1981 a Severodonezk, a Ucraïna (que llavors encara formava part de l'URSS, i per això conserva la nacionalitat russa).

## Títols: 22 (21–1)

### Individuals (21)
| Llegenda (pre/post 2009)                               |
| ------------------------------------------------------ |
| Grand Slams (0−0)                                      |
| Tennis Masters Cup / ATP Finals (1)                    |
| ATP Masters Series / ATP World Tour Masters 1000 (3)   |
| ATP International Series Gold / ATP World Tour 500 (1) |
| ATP International Series / ATP World Tour 250 (16)     |

| Núm. | Data                   | Torneig                 | Superfície   | Oponent               | Resultat         |
| ---- | ---------------------- | ----------------------- | ------------ | --------------------- | ---------------- |
| 1.   | 5 de gener de 2003     | Adelaida, Austràlia     | Dura         | Kristof Vliegen       | 6–2, 7–6(3)      |
| 2.   | 13 d'abril de 2003     | Estoril, Portugal       | Terra batuda | Agustín Calleri       | 6–4, 6–3         |
| 3.   | 2 de maig de 2004      | Múnic, Alemanya         | Terra batuda | Martin Verkerk        | 6–4, 7–5         |
| 4.   | 17 d'octubre de 2004   | Moscou, Rússia          | Moqueta      | Greg Rusedski         | 3–6, 6–3, 7–5    |
| 5.   | 21 de maig de 2005     | Sankt Pölten, Àustria   | Terra batuda | Jurgen Melzer         | 6–3, 2–6, 6–4    |
| 6.   | 27 de maig de 2006     | Pörtschach (2)          | Terra batuda | Andrei Pavel          | 6–0, 6–3         |
| 7.   | 6 d'agost de 2006      | Sopot, Polònia          | Terra batuda | Florian Mayer         | 7–6(6), 5–7, 6–4 |
| 8.   | 26 d'agost de 2006     | New Haven, Estats Units | Dura         | Agustín Calleri       | 6–4, 6–3         |
| 9.   | 9 d'octubre de 2006    | Moscou (2)              | Moqueta      | Marat Safin           | 6–4, 5–7, 6–4    |
| 10.  | 5 de novembre de 2006  | París, França           | Moqueta      | Dominik Hrbatý        | 6–1, 6–2, 6–2    |
| 11.  | 14 d'octubre de 2007   | Moscou (3)              | Moqueta      | Paul-Henri Mathieu    | 7–5, 7–6(9)      |
| 12.  | 6 d'abril de 2008      | Miami, Estats Units     | Dura         | Rafael Nadal          | 6–4, 6–2         |
| 13.  | 24 de maig de 2008     | Pörtschach (3)          | Terra batuda | Juan Mónaco           | 6–2, 2–6, 6–2    |
| 14.  | 9 de juny de 2008      | Varsòvia, Polònia (2)   | Terra batuda | Tommy Robredo         | 6–3, 6–3         |
| 15.  | 26 de juliol de 2009   | Hamburg, Alemanya       | Terra batuda | Paul-Henri Mathieu    | 6–4, 6–2         |
| 16.  | 2 d'agost de 2009      | Umag, Croàcia           | Terra batuda | Juan Carlos Ferrero   | 6–3, 6–0         |
| 17.  | 3 d'octubre de 2009    | Kuala Lumpur, Malàisia  | Dura         | Fernando Verdasco     | 6–4, 7–5         |
| 18.  | 18 d'octubre de 2009   | Pequín, Xina            | Dura         | Rafael Nadal          | 7–6(3), 6–3      |
| 19.  | 29 de novembre de 2010 | Londres, Regne Unit     | Dura         | Juan Martín del Potro | 6–3, 6–4         |
| 20.  | 9 de gener de 2010     | Doha, Qatar             | Dura         | Rafael Nadal          | 0–6, 7–6(8), 6–4 |
| 21.  | 1 de maig de 2011      | Múnic (2)               | Terra batuda | Florian Mayer         | 6–3, 3–6, 6–1    |

#### Finalista (5)
- 2003: Sankt Pölten (perd contra Andy Roddick)
- 2006: Estoril (perd contra David Nalbandian)
- 2006: Bastad (perd contra Tommy Robredo)
- 2008: Estoril (perd contra Roger Federer)
- 2008: Tennis Masters Cup (perd contra Novak Djokovic)
- 2011: Doha (perd contra Roger Federer)

### Dobles: 1
| Llegenda (pre/post 2009)                                 |
| -------------------------------------------------------- |
| Grand Slams (0−0)                                        |
| Tennis Masters Cup / ATP Finals (0−0)                    |
| ATP Masters Series / ATP World Tour Masters 1000 (0−0)   |
| ATP International Series Gold / ATP World Tour 500 (0−0) |
| ATP International Series / ATP World Tour 250 (1)        |

| Núm. | Data                 | Torneig        | Superfície | Parella       | Oponents                         | Resultat      |
| ---- | -------------------- | -------------- | ---------- | ------------- | -------------------------------- | ------------- |
| 1.   | 11 d'octubre de 2004 | Moscou, Rússia | Moqueta    | Ígor Andréiev | Mahesh Bhupathi · Jonas Björkman | 3-6, 6-3, 6-4 |

#### Finalista (2)
- 2005: Moscou (amb Ígor Andréiev perden contra Maks Mirni i Mikhaïl Iujni)
- 2008: Varsòvia (amb Yuri Schukin perden contra Mariusz Fyrstenberg i Marcin Matkowski)

## Equips
- 2006: Copa Davis amb Rússia

## Trajectòria

### Individual
| Open d'Austràlia | 2R          | 1R          | 1R          | 2R | QF          | QF          | QF          | 4R | A           | QF          | 1R          | 1R | 0 / 11 | 21 – 11 |
| Roland Garros | 2R          | 2R          | 2R          | 1R | SF          | QF          | SF          | 3R | QF          | A           | 2R          | 1R | 0 / 11 | 24 – 11 |
| Wimbledon | A           | 1R          | 1R          | 1R | 2R          | 1R          | 4R          | 1R | 3R          | 2R          | 1R          | 1R | 0 / 11 | 7 – 11  |
| US Open | 1R          | 2R          | 2R          | 3R | 2R          | SF          | SF          | 4R | 4R          | 2R          | 3R          |    | 0 / 11 | 24 – 11 |
| Jocs Olímpics | No celebrat | No celebrat | No celebrat | 1R | No celebrat | No celebrat | No celebrat | 2R | No celebrat | No celebrat | No celebrat | 2R | 0 / 3  | 2 – 3   |
| ATP World Tour Finals | A           | A           | A           | A  | SF          | RR          | RR          | F  | G           | A           | A           |    | 1 / 5  | 12 – 7  |
| Rànquing a final d'any | 79          | 81          | 44          | 28 | 5           | 3           | 4           | 5  | 6           | 22          | 41          |    |        | 90 – 54 |
| Llegenda: G: Guanyador; F: Finalista; SF: Semifinalista; QF: Quarts de final; Q: Qualificació; A: Absent; RR: Round Robin |             |             |             |    |             |             |             |    |             |             |             |    |        |         |